# Такси блуз
Такси блуз је српски филм из 2019. године, редитеља Мирослава Стаматова. Премијерно је приказан 16. јануара 2019. године у Сава центру.

## Радња
Главни јунак ове приче је Марко (42), симпатични пропали драматург који годинама ради као таксиста. Наизглед један нормалан дан на послу претвориће се у хаос када се у његова кола ушуња дечак Дамир који је побегао из дома за незбринуту децу и који је у потрази за својим оцем. Вожња њих двојице у таксију једне ноћи изнедриће гомилу сулудих ситуација које ће се смењивати заједно са мноштвом ликова који ће продефиловати кроз такси као муштерије.

## Улоге
| Глумац               | Улога              |
| -------------------- | ------------------ |
| Андрија Милошевић    | Марко              |
| Милена Предић        | Тања               |
| Тодор Јовановић      | Дамир              |
| Александра Томић     | Драгана            |
| Никола Ђуричко       | Бумбар             |
| Борис Миливојевић    | астронаут          |
| Бојан Димитријевић   | суперхерој         |
| Сандра Силађев       | трудница           |
| Александар Јовановић | Гоца               |
| Срђа Бјелогрлић      | Киза               |
| Никола Пејаковић     | Борис              |
| Борис Комненић       | Кале               |
| Сергеј Трифуновић    | Бамбула            |
| Радомир Николић      | полицајац Петровић |
| Милош Ђорђевић       | полицајац Попивода |
| Ненад Хераковић      | Немања             |
| Љубомир Бандовић     | Жика               |
| Душанка Стојановић   | Рада               |
| Немања Оливерић      | Бојан              |
| Милош Самолов        | Стојан             |
| Зинаида Дедакин      | радница Босанка    |
| Власта Велисављевић  | пензионер          |
| Славиша Чуровић      | Брка               |
| Лепа Брена           | глас мама Милеве   |